# 아프리카큰느시
아프리카큰느시(Kori bustard)는 아프리카가 원산지인 가장 큰 날아다니는 새이다. 이 새는 모두 느시목에 속하며 구세계로 분포하는 데 제한이 있는 느시과에 속한다. 큰 몸집의 느시속에 속하는 네 종 중 하나이다(아프리카에서 인도, 오스트레일리아에 이르는 분포 범위를 가짐). 사실 수컷 아프리카큰느시는 날 수 있는 가장 무거운 살아있는 동물일 수 있다.
이 종은 대부분의 느시와 마찬가지로 땅에 사는 새이자 기회주의적 잡식성 동물이다. 수컷 아프리카큰느시는 암컷보다 두 배 이상 무거울 수 있으며, 가능한 한 많은 암컷과 번식을 시도한 후 어린 개체를 키우는 데 참여하지 않다. 둥지는 땅속 얕은 빈 공간으로, 종종 나무와 같은 근처의 방해물에 의해 위장된다.

## 묘사
아프리카큰느시는 눈에 잘 띄지 않도록 위장된 색깔을 가지고 있으며, 주로 회색과 갈색 바탕에 검은색과 흰색이 섬세하게 무늬를 이루고 있다. 등의 윗부분과 목은 검은색과 회갈색이 섞인 벌레무늬 형태를 띠며, 배 쪽 깃털은 흰색, 검은색, 회갈색이 보다 뚜렷하게 대비를 이룬다. 머리 위의 볏은 검은빛을 띠며, 암컷의 경우 이보다 덜 검다. 눈 위에는 흰색 눈선이 있다. 턱, 목, 그리고 목덜미는 희끄무레하며, 가느다란 검은 줄무늬가 들어 있다. 목덜미 아래쪽 기저에는 검은색 깃이 목 뒤쪽에서 가슴 옆으로 이어진다. 목 주변 깃털은 느슨하게 나 있어 실제보다 목이 더 굵어 보이게 한다. 배는 흰색이며, 꼬리는 갈회색과 흰색이 넓은 띠 모양으로 번갈아 들어 있다. 이 종의 깃털에는 빛에 민감한 포르피린 색소가 포함되어 있어 깃털의 기부가 분홍빛을 띠며, 특히 깃털이 갑자기 탈락할 때 그 색이 더욱 뚜렷하게 드러난다.  머리는 크고 다리는 비교적 길며, 눈은 옅은 노란색이고 부리는 연녹색 뿔색으로, 비교적 길고 곧으며 기부가 납작한 형태이다. 다리는 황색을 띠고, 발가락은 앞쪽으로 세 개가 나 있다. 암컷은 깃털이 비슷하지만 훨씬 작으며 선형 측정에서 약 20~30% 정도 적고 종종 수컷보다 2~3배 정도 무게가 적다. 암컷은 눈에 띄게 다리가 가늘고 목덜미가 더 가늘다. 수컷은 암컷과 외모는 비슷하지만 맨틀에 더 많은 반점이 있는 갈색을 띠며 볏과 목 깃털이 짧다. 수컷은 암컷보다 크고 전체 크기는 성체 수컷과 같지만 목이 가늘고 머리 볏이 짧고 눈에 더 어두운 맨틀이 있어 부피가 적은 경향이 있다.

## 분포 및 서식지

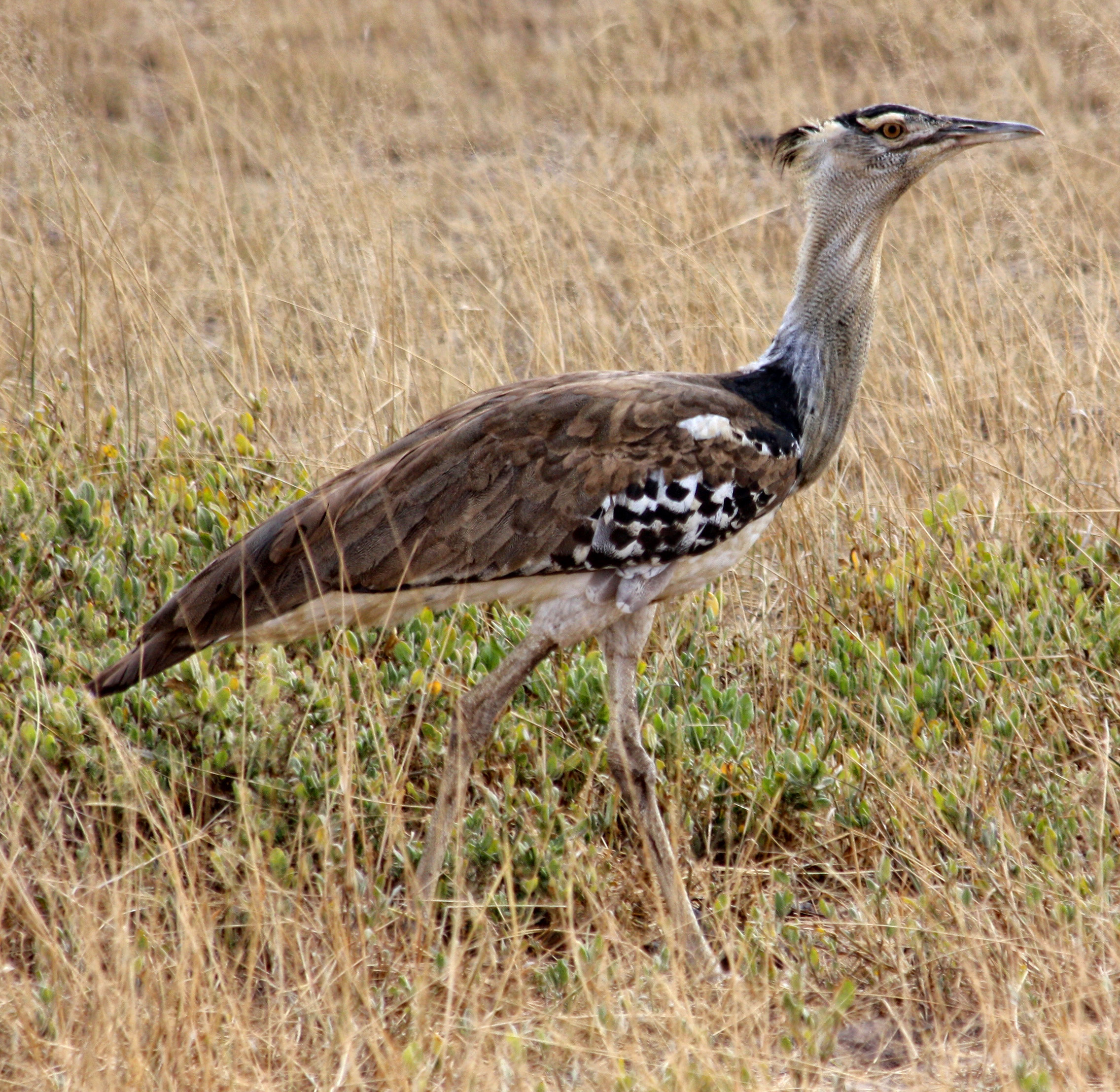
케냐 암보셀리 국립공원의 아프리카큰느시

아프리카큰느시는 울창한 삼림 지대를 제외한 남아프리카 전역에서 발견된다. 이들은 보츠와나와 나미비아에서 흔히 관찰되며, 남부 앙골라와 남서부 잠비아 일부 지역까지 분포가 이어진다. 짐바브웨에서는 대체로 드물게 나타나지만, 중앙 고원 지역에서는 국지적으로 흔한 편이다. 분포 범위는 림포포강 계곡을 따라 남부 모잠비크와 남아프리카 공화국 동부 로우벨드 지역까지 확장된다. 남아프리카 공화국 내에서는 프리스테이트주, 노스웨스트주, 노던케이프주에서 드물거나 희귀하며, 웨스턴케이프주와 이스턴케이프주 내륙 지역까지 남쪽으로 분포가 이어진다. 남아프리카 공화국 남부 및 동부의 해안 저지대와 고산 지역에서는 서식하지 않는다. 이 종은 탄자니아의 응고롱고로 국립공원, 키툴로 국립공원, 세렝게티 국립공원에서 흔하게 발견된다. 지리적으로 단절된 또 다른 개체군이 북동부 아프리카의 사막 및 사바나 지역에도 존재한다. 이 지역에서는 남수단 남동단, 북부 소말리아, 에티오피아에서부터 케냐 전역 (해안 지역 제외), 탄자니아, 우간다에 이르기까지 분포한다. 특히 케냐는 세계에서 아프리카큰느시 개체 수가 가장 많은 나라일 가능성이 있으며, 북동부주에서는 거의 풍부한 수준으로 서식하는 경우도 있다. 아프리카큰느시는 주로 특정 지역에 상주하는 정착성이지만, 때때로 강우를 따라 무작위적이고 유목적인 이동을 보이기도 한다.
이 종은 주로 개방된 초원 지대에서 서식하며, 특히 칼라하리 사막의 모래토처럼 모래 성분이 많은 토양과 짧은 풀, 드문드문 나무나 덤불이 자라는 지역에서 자주 발견된다. 평원, 건조한 고원, 하이벨트 초원, 건조 관목지대, 성긴 수목이 있는 사바나, 건조 부시벨트, 반사막 지대 등 다양한 개방형 건조 서식지에서 서식한다. 이 종이 분포하는 지역의 연평균 강수량은 100~600mm 정도로 낮은 편이다. 번식지는 풀의 밀도가 낮고 나무와 관목이 드문드문 분포하는 사바나 지역이다. 번식기에는 때때로 언덕 지역을 이용하기도 한다. 산불이 난 지역이나 풀을 뜯는 초식 동물 무리를 따라다니며, 짧은 풀 사이에서 다양한 먹이를 찾는다. 또한 드문드문 나무가 있는 밀 경작지 같은 농경지에서도 발견될 수 있다. 이 느시는 넓은 공간이 필요한 이륙 습성 때문에 나무가 울창한 지역이나 숲에서는 서식하지 않는다. 건조한 초원 지역에서는 낮 동안의 더위를 피하기 위해 나무 그늘이 드리운 마른 하천 주변에서 종종 발견된다.

## 행동
아프리카큰느시는 대부분의 시간을 지상에서 보내며, 약 70%의 시간을 걸어 다니면서 보낸다. 때때로 낮은 관목이나 나무에서 먹이를 찾기도 하지만, 대체로는 지면에서 활동한다. 이 새는 경계심이 강하고 조심성이 많은 편이다. 그러나 그 행동에는 다소 차이가 있어, 보통은 위협을 감지하면 즉시 달아나거나 몸을 낮추는 등 매우 수줍은 반응을 보이지만, 때로는 인간을 전혀 두려워하지 않고 대담한 모습을 보이기도 한다. 걸음걸이는 주저하는 듯 느릿하며, 침입자를 감지하면 머리를 45도에서 60도 사이의 특이한 각도로 기울인 채 조용히 자리를 피한다. 크고 무거운 체구 때문에 가급적 비행을 피하려 하며, 위협을 느낄 경우 먼저 달리다가 더 이상 피할 수 없을 때에야 큰 힘을 들여 달리며 날아오른다. 이때 날개는 무겁고 둔중한 날갯짓을 하며 소음을 낸다. 일단 공중에 오르면 천천히 일정한 박자로 날갯짓을 하며 목을 곧게 펴고 다리는 접은 상태로 비행한다. 일반적으로 낮은 고도를 유지하며 눈에 보이는 거리 내에서 착지하는 경우가 많다. 착지할 때는 날개를 펼친 상태를 유지하며, 걷는 속도로 완전히 감속한 뒤에야 날개를 접는다.

### 사교성
번식기가 되면 아프리카큰느시는 번식 쌍을 제외하고는 대개 단독으로 생활한다. 그러나 평상시에는 어느 정도 무리를 이루며, 보통 5~6마리로 구성된 작은 집단에서 관찰되나 때때로 40마리까지 이르는 큰 무리가 형성되기도 한다. 이러한 대규모 무리는 먹이가 풍부한 장소나 물웅덩이 주변에서 자주 발견된다. 무리를 이루고 있을 때도 개체 간 거리는 상당히 떨어져 있으며, 일반적으로 약 100m 정도 간격을 유지한다. 먹이를 찾는 무리는 대개 같은 성별의 개체들로 구성되며, 이러한 집단은 오래 유지되지 않고 보통 며칠 이내에 흩어진다. 이러한 집단 생활은 포식자로부터의 위험을 줄이는 '수적 안전 효과'와 더불어, 우수한 먹이터를 발견하는 데에도 유리한 점이 있는 것으로 여겨진다.